# Xi Sculptoris
Xi Sculptoris (ξ Scl, ξ Sculptoris) è una stella nella costellazione dello Scultore.
Stella gigante arancione, ha una magnitudine apparente di 5,6. Dista 630 anni luce dalla Terra.